# Acciones en Mongolia Interior (1933-1936)
La Campaña de Mongolia Interior en el período de 1933 a 1936 fue parte de la invasión en curso del norte de China por el Imperio del Japón antes del inicio oficial de las hostilidades en la segunda guerra sino-japonesa. En 1931, la invasión de Manchuria aseguró la creación del estado títere de Manchukuo y en 1933, la Operación Nekka separó la provincia de Jehol de la República de China. Bloqueado por el avance hacia el sur por la Tregua de Tanggu, el Ejército Imperial Japonés dirigió su atención hacia el oeste, hacia las provincias de Chahar y Suiyuan, en Mongolia Interior, con el objetivo de establecer un estado colchón en el norte de China. Para evitar la violación manifiesta de la tregua, el gobierno japonés utilizó ejércitos subsidiarios en estas campañas, mientras que la resistencia china al principio solo fue proporcionada por las fuerzas del movimiento de resistencia antijaponés en Chahar. Esto incluía el Ejército de Mongolia Interior, el Ejército Imperial de Manchukuo y el Gran Ejército Virtuoso de Han. Las fuerzas del gobierno chino fueron abiertamente hostiles a la resistencia antijaponesa y resistieron la agresión japonesa solo en Suiyuan en 1936.

## Antecedentes
En febrero de 1933, después de la exitosa invasión japonesa de Jehol, el ejército de Kwantung dejó un pequeño destacamento japonés y el ejército imperial de Manchukuo, mucho más grande, para vigilar la frontera oriental de Jehol, mientras el resto de las fuerzas japonesas se movía hacia el sur para atacar a los chinos en la Gran Muralla. En abril de 1933, el general colaboracionista Liu Guitang, bajo órdenes japonesas, cruzó a la provincia sudoriental de Chahar en la región de Dolonor, como una finta de distracción para sacar refuerzos chinos a la Gran Muralla. Al encontrar poca resistencia, Liu dirigió a sus 3.000 soldados más hacia el este hacia Changpei. Aunque se informó en ese momento como una operación japonesa, el mayor avance de Liu pudo haberse llevado a cabo sin la aprobación explícita de Japón.
El comité militar del Kuomintang en Pekín nombró al general Fu Zuoyi como comandante del 7.º Grupo de Ejércitos chino y le encargó que proporcionara seguridad fronteriza a Jehol. A finales de abril, cuando las fuerzas japonesas que avanzaban se acercaron a Miyun, He Yingqin volvió a desplegar ansiosamente las tropas de Fu Zuoyi para fortalecer las defensas de Pekín hacia el este a Changping dejando vacía la defensa de la frontera de Chahar. Los ejércitos japonés y Manchukuo aprovecharon la oportunidad el 11 de mayo y, siguiendo rápidamente el avance de Liu Guitang, se apoderaron de la región de Dolonnur y posteriormente tomaron Guyuan, justo antes de la firma de la tregua Tanggu del 31 de mayo de 1933.

## El Ejército Popular Antijaponés de Chahar
Los términos de la tregua de Tanggu enfurecieron a la opinión pública, particularmente en la China urbana. Grupos de patriotas chinos opuestos a las políticas de Chiang Kai-shek, tanto dentro del Kuomintang como del Partido Comunista Chino, así como chinos de ultramar, cooperaron en la organización y el apoyo de una fuerza irregular, o Ejército Aliado Antijaponés para resistir una mayor invasión japonesa.
El general Feng Yuxiang y su antiguo subordinado, Ji Hongchang, pudieron reclutar muchas unidades de exsoldados del Guominjun. Fang Zhenwu recaudó voluntarios del resto de China. A esto se sumaron las milicias locales expulsadas de Jehol por las fuerzas guerrilleras japonesas y manchurias antijaponesas bajo Feng Zhanhai, la milicia local de Chahar y un ejército mongol bajo Demchugdongrub. Incluso el colaborador japonés Liu Guitang cambió de bando, uniéndose al Ejército Aliado Antijaponés al igual que el líder de los bandidos Suiyuan Wang Ying.
Después de una reunión de varios oficiales al mando, el 26 de mayo de 1933, el Ejército Popular Antijaponés de Chahar fue proclamado formalmente con el General Feng Yuxiang, se convirtió en comandante en jefe, Fang Zhenwu se convirtió en vicecomandante en jefe y Ji Hongchang en comandante de primera línea. Se estima que el ejército tenía entre 60.000 y 120.000 hombres según diversas fuentes, con la cifra de 100.000 hombres reclamada por Feng Yuxiang. A pesar de sus números, la mayoría de los voluntarios en el ejército carecían de rifles u otras armas modernas.

### Campaña del Ejército Aliado Antijaponés
Para cuando se estableció el Ejército Aliado Antijaponés, el Ejército de Kwantung fortaleció sus defensas en Dolonnur. La ciudad estaba guarnecida por más de 2.000 hombres de la 4.ª Brigada de Caballería japonesa y una unidad de artillería. Fuera de la ciudad, los japoneses erigieron 32 blocaos conectados con trincheras, una red de comunicaciones por cable y múltiples líneas de obstáculos. Estas defensas exteriores estaban protegidas por las tropas de Manchukuo bajo el mando de Li Shou-hsin. Al sur, el 8.º Regimiento japonés estaba estacionado en Fengning, para apoyo mutuo con las fuerzas en Dolonnur.
El Ejército Aliado Antijaponés encontró que su situación empeoraba día a día. El 1 de junio, los aviones japoneses bombardearon Dushikou, el 4 de junio, Baochang cayó ante los japoneses, al igual que Kangbao el 5 de junio. El 21 de junio, Feng Yuxiang ordenó al Ejército Aliado Antijaponés lanzar una contraofensiva en tres columnas para recuperar a los perdidos territorio. El 22 de junio su vanguardia se acercó a Kangbao, y después de varias horas de lucha, la fuerza de Manchukuo bajo el mando del general Cui Xingwu huyó, permitiendo que las fuerzas chinas volvieran a ocupar la ciudad.
A fines de junio, una fuerza bajo Ji Hongchang empujó hacia el noreste contra Dolonnur con dos cuerpos. El cuerpo del Norte recapturó a Baochang de la fuerza ahora desmoralizada de Manchukuo bajo Cui Xingwu. El cuerpo del sur bajo Fang Zhenwu avanzó hacia Guyuan, en poder del general colaboracionista Liu Guitang. Liu fue persuadido para cambiar de bando, y se rindió Guyuan y otros lugares en la meseta de Bashang sin batalla.
El 8 de julio, antes del amanecer, Ji Hongchang comenzó un asalto a Dolonnur, capturando las dos líneas de defensa exteriores fuera de la ciudad antes de ser expulsado con fuertes bajas. Más tarde, algunos de los soldados de Ji fueron enviados a la ciudad como agentes encubiertos para reunir información para un segundo ataque. Este segundo ataque volvió a capturar Dolonnur el 12 de julio, expulsando a los ejércitos japonés-Manchukuo de la provincia de Chahar. A finales de julio, Feng Yuxiang y Ji Hongchang establecieron el "Comité para la Recuperación de las Cuatro Provincias del Nordeste" en Kalgan, desafiando directamente la amenaza del control de Japón sobre el recientemente establecido estado títere de Manchukuo.

### El final del Ejército Aliado Antijaponés
Chiang Kai-shek creía que los comunistas dominaban el Ejército Aliado Antijaponés y sentía que era una amenaza para su autoridad. Cuando se proclamó el Ejército Aliado Antijaponés, el comité militar del Kuomintang en Pekín emitió una orden para cortar el servicio de trenes de pasajeros a Kalgan. Más tarde enviaron un tren blindado cerca de Kalgan, y ordenaron a Yan Xishan que estacionara tropas en la frontera de Shanxi con Chahar, incluida la 42.º División bajo Feng Qinzai, el 35.º Ejército chino bajo Fu Zuoyi y el 3.º Ejército chino bajo Pang Bingxun. En julio, el 17.º Ejército chino bajo Xu Tingyao y la 87.ª División bajo Wang Jingjiu relevaron a las fuerzas de Sun Dianying y tomaron el control de la línea ferroviaria Peiking - Suiyuan, evitando el suministro externo y el refuerzo del Ejército Aliado Antijaponés.
Chiang Kai-shek también usó la desunión interna de los ejércitos antijaponeses en su contra, enviando espías para reunir información, crear rumores, sembrar disensiones y comprar o ganarse a algunos de los líderes. Los generales Gang Bao, Feng Zhanhai, Li Zhongyi, Tan Zixin finalmente desertaron a Chiang. Deng Wen fue asesinado.
Japón aprovechó la oportunidad que brindaba esta desunión para invadir Chahar nuevamente en agosto. El 8 de agosto, los japoneses bombardearon Guyuan y atacaron nuevamente Guyuan y Dolonnur. Ji Hongchang detuvo temporalmente a las fuerzas japonesas, pero los efectos del bloqueo de Chiang significaron que la comida, la ropa, las municiones y el dinero escaseaban. Feng Yuxiang no pudo traerlos desde fuera de Chahar, y la propia provincia carecía de los recursos para apoyar al ejército.
Feng Yuxiang envió un telegrama el 5 de agosto, anunciando que iba a disolver oficialmente el Ejército Aliado Antijaponés y le pidió al gobierno nacional que permitiera que Song Zheyuan regresara para supervisar el proceso. Muchos oficiales y hombres en el Ejército Aliado Antijaponés, ahora no remunerado, sufriendo hambre, enfermedad y sin los medios para luchar, ahora fueron fácilmente persuadidos para unirse al ejército chino o someterse a la disolución. Feng Yuxiang renunció a su cargo el 18 de agosto y dejó Chahar; Dolonnur fue capturado por los japoneses inmediatamente después.
Song Zheyuan convirtió a Ruan Xuanwu (excomandante del 5.º Cuerpo) en comandante de la guarnición de Shandu, supervisando dos regimientos y Fu Chun (excomandante de la 24.ª División) comandante de otro regimiento bajo el mando de Ruan. Zhang Lingyun (excomandante del 6.º Cuerpo) se convirtió en comandante de la guarnición de Baochang; Mie Yuling (excomandante de la División de Guerrilla) fue su suplente, al mando de dos regimientos. Huang Shouzhong (excomandante del XVIII Cuerpo) supervisó los dos batallones del destacamento de guerrilla provincial. Sun Liangcheng (excomandante del Cuerpo de Heraldos), Liu Zhendong y el líder guerrillero Tang Juwu recibieron el mando de los regimientos. Zhang Lisheng aceptó el puesto de consultor del gobierno provincial a cambio de disolver el Ejército de Autodefensa de Chahar. Tan Zixin, Zhang Renjie, Li Zhongyi fueron puestos bajo el mando del Comité Militar de la Rama Peiking. Las unidades de Yao Jingchuan, Song Kebin y otras fueron reducidas y reorganizadas.
Con el Ejército Aliado Antijaponés al mando de Fang Zhenwu y Ji Hongchang considerablemente reducido por las actividades de Song, Fang Zhenwu como el nuevo comandante en jefe ordenó al ejército al este de Dushikou. Algunos de los subordinados de Ji Hongchang intentaron mudarse al oeste a Ningxia a través de Suiyuan. Sin embargo, Fu Zuoyi y Zhang Lingyun los persiguieron y los bloquearon al este de Ertaizi, obligándolos al este a unirse a Fang Zhenwu en Dushikou.
El 10 de septiembre, Ji Hongchang fue a Yunzhou (al norte de Chicheng) para reunirse con Fang Zhenwu, Tang Yulin y Liu Guitang en una conferencia militar, juntos decidieron reorganizar sus tropas y cambiaron su nombre a 抗日讨贼军 Resistir al Ejército Expedicionario Punitivo Ladrón de Japón, Fang Zhenwu iba a ser comandante en jefe, comandante en jefe adjunto de Tang Yulin, comandante de la ruta derecha de Liu Guitang, comandante de la ruta izquierda de Ji Hongchang. Rodeado de fuerzas nacionalistas al sur y japonesas al norte, se tomó la decisión de salir de Dushikou y avanzar hacia el sur hacia Peiking.
Después de la reunión, las tropas de la Ruta Izquierda de Ji empujaron hacia el sur a través del Río Hei hacia Huairou al este de la Gran Muralla y las tropas de la Ruta Derecha bajo Fang Zhenwu se movieron al oeste de la Gran Muralla a lo largo del río Bai hacia el sureste. Ambas fuerzas cruzaron la Gran Muralla el 20 de septiembre y el 21 de septiembre, Ji atacó Huairou y Fang Zhenwu atacó y ocupó Miyun el mismo día.
Mientras tanto, Liu Guitang, después de conversar con Sung Che-yuan, volvió a desertar al lado japonés. Liu recibió el título de "Comandante de la represión de los bandidos de Chahar del Este", al mando de tres regimientos estacionados en Chicheng, Dushikou y Yunzhou. La fuerza de Liu impidió que las tropas de Tang siguieran al resto del Ejército Aliado Antijaponés hacia el sur, dejando a Fang Zhenwu y Ji Hongchang para continuar solos.
El 25 de septiembre, Fang Zhenwu atacó y ocupó Gaoliying. Un avión de reconocimiento japonés lanzó una advertencia para retirarse de la zona desmilitarizada del Tratado de Tanggu al día siguiente, y cuando no lo hizo el 27 de septiembre, un avión japonés bombardeó su posición. Feng y Ji decidieron continuar el avance con sus 6.000 hombres restantes (aproximadamente la mitad desarmados), divididos en tres grupos. A principios de octubre, las fuerzas de Ji se encontraron con las fuerzas de Shang Zhen, Guan Linzheng y Pang Bingxun en Changping, bloqueando su avance. En pocos días habían rodeado al Ejército Aliado Antijaponés. Aunque carecían de comida y municiones, después de varios días de intensos combates, las fuerzas de Fang y Ji pudieron irrumpir hacia el este en Xiaotangshan, pero con grandes pérdidas y quedaron nuevamente atrapados. Los 4.500 hombres restantes fueron obligados a capitular. Ji pudo escapar durante la confusión, yendo a Tianjin para continuar con su oposición a Japón. Fang Zhenwu fue forzado al exilio en Hong Kong.

## Demchugdongrub y el Gobierno Autónomo de Mongolia Interior
Durante septiembre de 1933, los príncipes mongoles de las provincias de Chahar y Suiyuan viajaron a Bathahalak, al norte de Kweihwa, y se reunieron en un consejo con el príncipe Demchugdongrub, quien durante meses había estado tratando de fundar un movimiento de autogobierno panmongoliano. A mediados de octubre, a pesar de sus sospechas tradicionales, los príncipes acordaron elaborar una "Confederación de Estados de Mongolia Interior". Le enviaron un mensaje a Nanking que, a menos que se reconociera formalmente la autonomía de Mongolia Interior; se buscaría la asistencia de Japón. En respuesta, Chiang Kai-shek permitió el establecimiento del Comité de Asuntos Políticos de la Autonomía Local de Mongolia, pero en sus intentos por afirmar su autoridad, entablaría dos enfrentamientos serios con las fuerzas provinciales de Suiyuan durante el próximo año.
El general Jirō Minami, comandante del Ejército de Kwangtung y el coronel Seishirō Itagaki brindaron apoyo al Gobierno Autónomo de Mongolia Interior. Sin embargo, cuando el general Minami envió al mayor Ryūkichi Tanaka y a otro oficial a entrevistar al príncipe Demchugdongrub en abril de 1935, no se pudo llegar a un acuerdo en ese momento.
En junio de 1935, el incidente del norte de Chahar y el acuerdo resultante de Chin-Doihara afectaron sustancialmente los acontecimientos. El Acuerdo obligó a todas las unidades del 29.º Ejército chino a retirarse del norte de Changpei, lo que equivalía a una evacuación casi total de las fuerzas chinas de la provincia de Chahar. El orden público debía confiarse a un "Cuerpo de Preservación de la Paz", una organización policial armada solo con armas ligeras. A los colonos chinos no se les permitiría reubicarse en la parte norte de Chahar, y las actividades del Kuomintang fueron prohibidas, al igual que todas las demás instituciones antijaponesas. En agosto de 1935, el general Minami se reunió con el príncipe Demchugdongrub, donde el príncipe prometió una estrecha cooperación con Japón, y Minami prometió asistencia financiera.
El 24 de diciembre de 1935, el general Minami envió dos batallones de caballería irregular de Manchuria bajo Li Shou-hsin, un escuadrón de aviones japoneses y algunos tanques para ayudar al Príncipe Demchugdongrub a ocupar la parte norte de la provincia de Chahar. Los seis hsien del norte de Chahar, fueron defendidos por solo unos pocos miles de hombres del Cuerpo de Preservación de la Paz. Con la ayuda de Li, las fuerzas de Mongolia Interior pronto invadieron el área.

## Campaña de Suiyuan 1936 - 1937

### Preparaciones japonesas

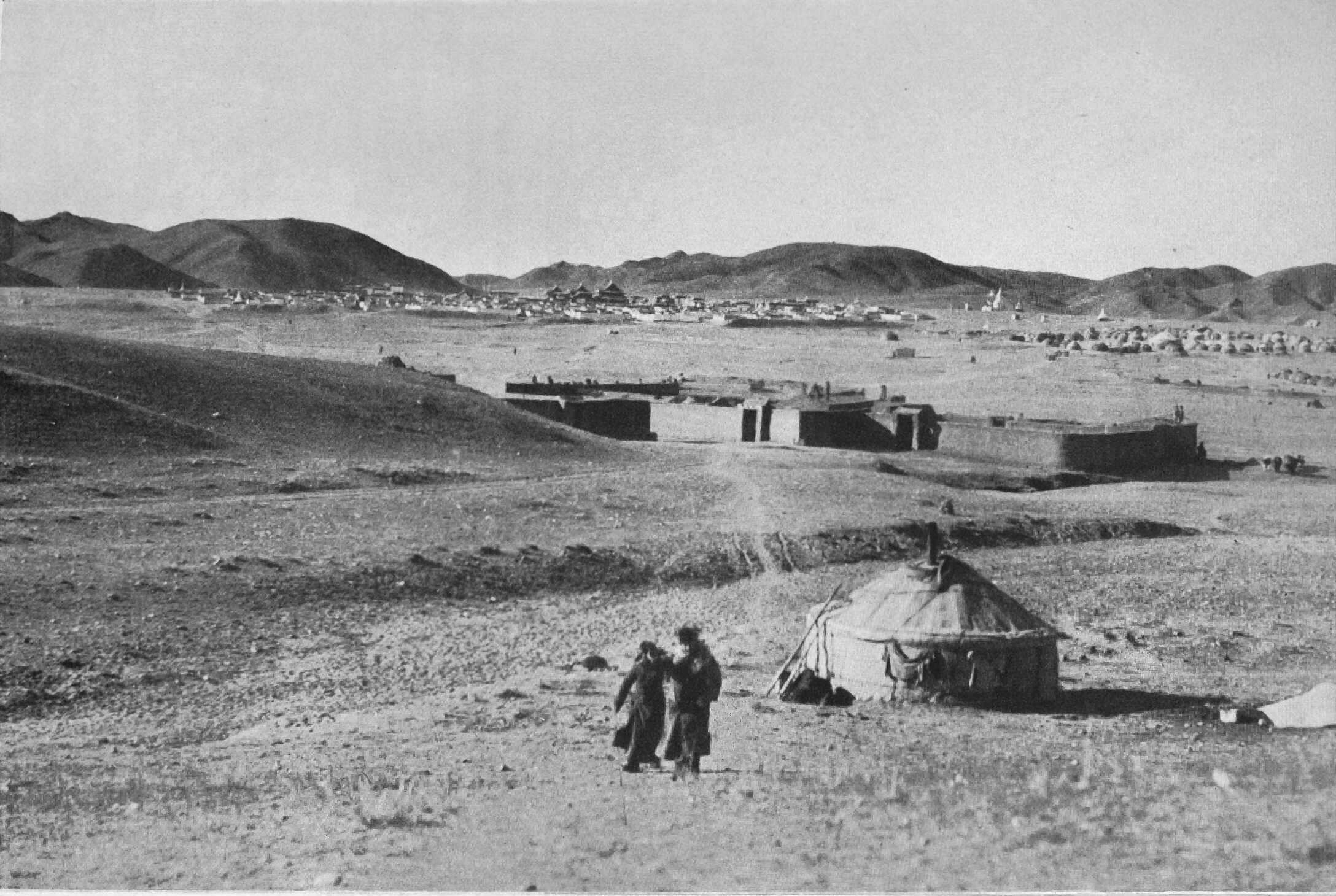
Vista del campamento de verano de la "capital" Bǎilíngmiào (百靈廟, W.-G. Pai-ling-miao, murciélago mongol Chaalga o Bathahalak) 1934.

Durante algún tiempo antes de la captura del norte de Chahar, agentes secretos japoneses habían estado operando en Suiyuan, estableciendo estaciones de radio con operadores disfrazados de sacerdotes budistas. Después de la promoción del general Seishiro Itagaki al jefe de personal del Ejército de Kwantung, los planes para el establecimiento de la invasión de Suiyuan continuaron.
A finales de abril de 1936, el Príncipe Demchugdongrub y Li Shou-Hsin se reunieron con el Capitán Jefe del Servicio Especial japonés, Takayoshi Tanaka, en el Wuchumuhsin oriental. Representantes de Mongolia Interior, Tsinghai y Mongolia Exterior también asistieron a la reunión, que se llamó la "Conferencia Fundacional del Estado". Se hizo un plan para crear un nuevo Imperio mongol, que abarcaría toda la provincia de Mongolia Interior y Exterior y Tsinghai. Como resultado de esta conferencia, el Gobierno Militar de Mongolia (蒙古軍政府) se formó el 12 de mayo de 1936. En julio de 1936 se concluyó un acuerdo de asistencia mutua con Manchukuo, y Japón acordó proporcionar ayuda militar y económica.
El príncipe Demchugdongrub se propuso ampliar y equipar a su ejército, aumentando de tres divisiones de caballería a nueve divisiones con la ayuda de sus asesores japoneses. Los japoneses proporcionaron armas capturadas del Ejército del Noreste, pero Tanaka ignoró el consejo de los líderes mongoles y también reclutó a los gravámenes mal armados y ex bandidos de varias regiones. Al no tener unidad, poco entrenamiento y poco armado, esta fuerza irregular de alrededor de 10.000 hombres tenía una moral y cohesión deficientes y resultó ser una responsabilidad más que un activo. Además, un Ejército Chino Colaboracionista de lealtad cuestionable, el Gran Ejército Virtuoso de Han bajo Wang Ying se unió al nuevo Ejército de Mongolia Interior.
Los japoneses también crearon una "Fuerza Aérea de Mengjiang" con 28 aviones de combate, con tripulaciones aéreas y terrestres japonesas con base en Changpei, para ayudar al ejército en el apoyo aéreo cercano. Los japoneses también proporcionaron piezas de artillería y carros blindados (y según los informes, hasta treinta tanques o tanquetas), también tripulados por japoneses. El Ferrocarril del Sur de Manchuria envió 150 camiones para formar un regimiento de transporte, y el gobierno de Manchukuo envió equipos de comunicaciones.

### Respuesta china
El general Fu Zuoyi se preparó para el esperado asalto de la Mongolia Interior japonesa buscando refuerzos para sus fuerzas provinciales del gobernador de la provincia de Shanxi Yan Xishan, así como Chiang Kai-shek, que había trasladado a sus fuerzas del Ejército Central a la provincia de Shaanxi para atacar a unidades del Ejército Rojo Chino que continuaban llegando después de la Larga Marcha. El 9 de agosto, Yan envió al 19.° ejército chino al mando de Wang Jingguo, formado por la 68.ª División, la 7.ª y 8.ª Brigadas Independientes y cuatro regimientos de artillería, y el 18 de septiembre, el Ejército Central envió un batallón de artillería antiaérea.
El 14 de octubre, Chiang Kai-shek envió un telegrama a Yan Xishan, informando que estaba enviando a Tang Enbo y al 13 ° Ejército chino (con 2 divisiones) y a la 7.ª División de Caballería de Men Bingyue para reforzar Suiyuan. El 30 de octubre, Yan Xishan y Fu Zuoyi se reunieron con Chiang Kai-shek para evaluar la situación militar y determinar la disposición de las tropas. El 11 de noviembre, Yan Xishan dividió sus fuerzas en tres ejércitos de ruta, un ejército de caballería y un ejército de reserva, y las disposiciones de las tropas se completarán tan pronto como lleguen las fuerzas de Tang Enbo. Sin embargo, los japoneses atacaron primero el 15 de noviembre de 1936.

### Campaña de Suiyuan
La invasión de Suiyuan comenzó el 14 de noviembre de 1936, cuando una coalición de las 7.ª y 8.ª Divisiones de Caballería del Ejército de Mongolia Interior, el Gran Ejército Virtuoso de Han de Wang Ying y mercenarios mongoles de Jehol, Chahar y otras áreas, con el apoyo de 30 asesores japoneses, atacaron la guarnición china en Hongort.
Después de varios días de lucha, los atacantes no lograron capturar la ciudad. El 17 de noviembre, un contraataque chino sorprendió a los invasores y condujo a una retirada desorganizada. Aprovechando el desorden mongol, el general Fu Zuoyi hizo un movimiento de flanco al oeste del cuartel general mongol en Bailingmiao y atacó, capturó y derrotó a las fuerzas mongolas. Wang y su Gran Ejército Virtuoso de Han fueron transportados en camiones a un lugar cerca de Pai-ling-miao y lanzaron un contraataque, que fracasó lamentablemente el 19 de diciembre, y la mayoría de los atacantes fueron hechos prisioneros o aniquilados.

## Consecuencias
La derrota de las fuerzas de Japón alentó a muchos chinos a presionar por una resistencia más activa contra los japoneses. El incidente de Xi'an que ocurrió inmediatamente después del resultado exitoso de esta campaña fue posiblemente provocado por este evento.
El combate a pequeña escala continuó en Suiyuan hasta el comienzo de las hostilidades abiertas después del Incidente del Puente Marco Polo del año siguiente. Después de su derrota en Suiyuan, el Príncipe Demchugdongrub se vio obligado a reconstruir su ejército. Con la ayuda japonesa para cuando estalló la guerra en julio de 1937, su ejército estaba formado por 20.000 hombres en ocho divisiones de caballería. Estas fuerzas participaron en la Operación Chahar y la Batalla de Taiyuan, durante la cual las fuerzas mongoles internas regulares y aliadas japonesas finalmente capturaron la provincia oriental de Suiyuan.
Finalmente, después del final de la segunda guerra sino-japonesa, China cayó en una guerra civil entre el Kuomintang de Chiang Kai Shek y las fuerzas comunistas de Mao Zedong. Con la victoria de los comunistas, Mongolia Interior volvió al gobierno chino centralizado y muchos colaboradores fueron castigados.